# Leia melanoptera
Leia melanoptera är en tvåvingeart som beskrevs av Ostroverkhova 1977. Leia melanoptera ingår i släktet Leia och familjen svampmyggor. Inga underarter finns listade i Catalogue of Life.